# Scoliodon
Genre
Synonymes
- Physodon Valenciennes, 1838[1]
- Scolliodon[1]

Scoliodon est un genre de requins de la famille des Carcharhinidae.

## Liste d'espèces
Selon Catalogue of Life (8 août 2025), FishBase (30 août 2017), NCBI (30 août 2017) et World Register of Marine Species (30 août 2017) :
- Scoliodon laticaudus J. P. Müller & Henle, 1838
- Scoliodon macrorhynchos (Bleeker, 1852)

Selon BioLib (30 août 2017), ITIS (30 août 2017) :
- Scoliodon laticaudus Müller & Henle, 1838

Selon Paleobiology Database (30 août 2017) :
- Scoliodon terraenovae

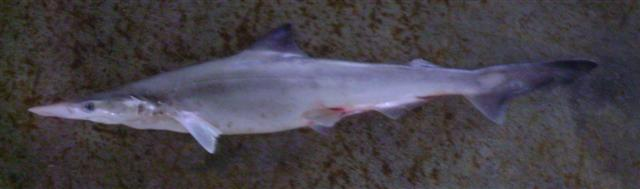
Scoliodon macrorhynchos